# Caedicia concisa
Caedicia concisa är en insektsart som beskrevs av Brunner von Wattenwyl 1878. Caedicia concisa ingår i släktet Caedicia och familjen vårtbitare. Inga underarter finns listade i Catalogue of Life.